# Quelques jours avec moi
Quelques jours avec moi (bra Alguns Dias Comigo) é um filme francês de 1988, do gênero drama, dirigido por Claude Sautet.

## Elenco
- Daniel Auteuil.........Martial Pasquier
- Sandrine Bonnaire........Francine
- Danielle Darrieux…Suzanne Pasquier
- Jean-Pierre Marielle..Raoul Fonfrin
- Dominique Lavanant....Irène Fonfrin
- Vincent Lindon..........Fernand
- Thérèse Liotard.............Régine
- Gérard Ismaël...............Rocky
- Tanya Lopert............Mme. Maillotte

## Prêmios e indicações
| Prêmio     | Categoria                | Recipientes          | Resultado |
| ---------- | ------------------------ | -------------------- | --------- |
| César 1988 | Melhor ator              | Daniel Auteuil       | Indicado  |
| César 1988 | Melhor ator coadjuvante  | Jean-Pierre Marielle | Indicado  |
| César 1988 | Melhor atriz coadjuvante | Dominique Lavanant   | Indicado  |

## Sinopse
Após uma depressão nervosa, Martial, sócio de uma rede de supermercados, abandona a clínica onde estivera internado. Procura voltar ao trabalho e, para recuperar o seu lugar na sociedade dirigida por sua mãe - Suzanne - aceita fazer uma viagem pela província com o objectivo de controlar os livros de contabilidade das várias lojas espalhadas pelo país. Detém-se por mais tempo do que o previsto em Limoges, onde vem a conhecer o casal Fonfrin, encarregados de uma loja local. Aí trava conhecimento com Francine, a jovem e atraente empregada dos Fonfrin.

## Crítica
Para o crítico Laurent Bachet, Sautet procura dissecar cada personagem desse filme com grande acuidade, apoiando-se em excelentes diálogos que favorecem a prestação dos seus intérpretes. A intriga melodramática dá por vezes lugar ao humor e ao burlesco, dando maior vivacidade a um filme que vive de longas sequências, num ritmo por vezes lento. Em contrapartida, a história desenrola-se num movimento perpétuo e as interpretações dos atores vão evoluindo ao sabor da trama e da intensidade dos diálogos. Através de uma visão sobre a média burguesia francesa, Sautet dirigiu um filme inteligente que analisa os meandros da razão da integração do indivíduo na sociedade.